# Soșkî, Șepetivka
Soșkî (în ucraineană Сошки) este un sat în comuna Velîka Rișnivka din raionul Șepetivka, regiunea Hmelnîțkîi, Ucraina.

## Demografie
Componența lingvistică a localității Soșkî
     Ucraineană (96,7%)
     Rusă (3,3%)
Conform recensământului din 2001, majoritatea populației localității Soșkî era vorbitoare de ucraineană (96,7%), existând în minoritate și vorbitori de rusă (3,3%).